# Біосфера

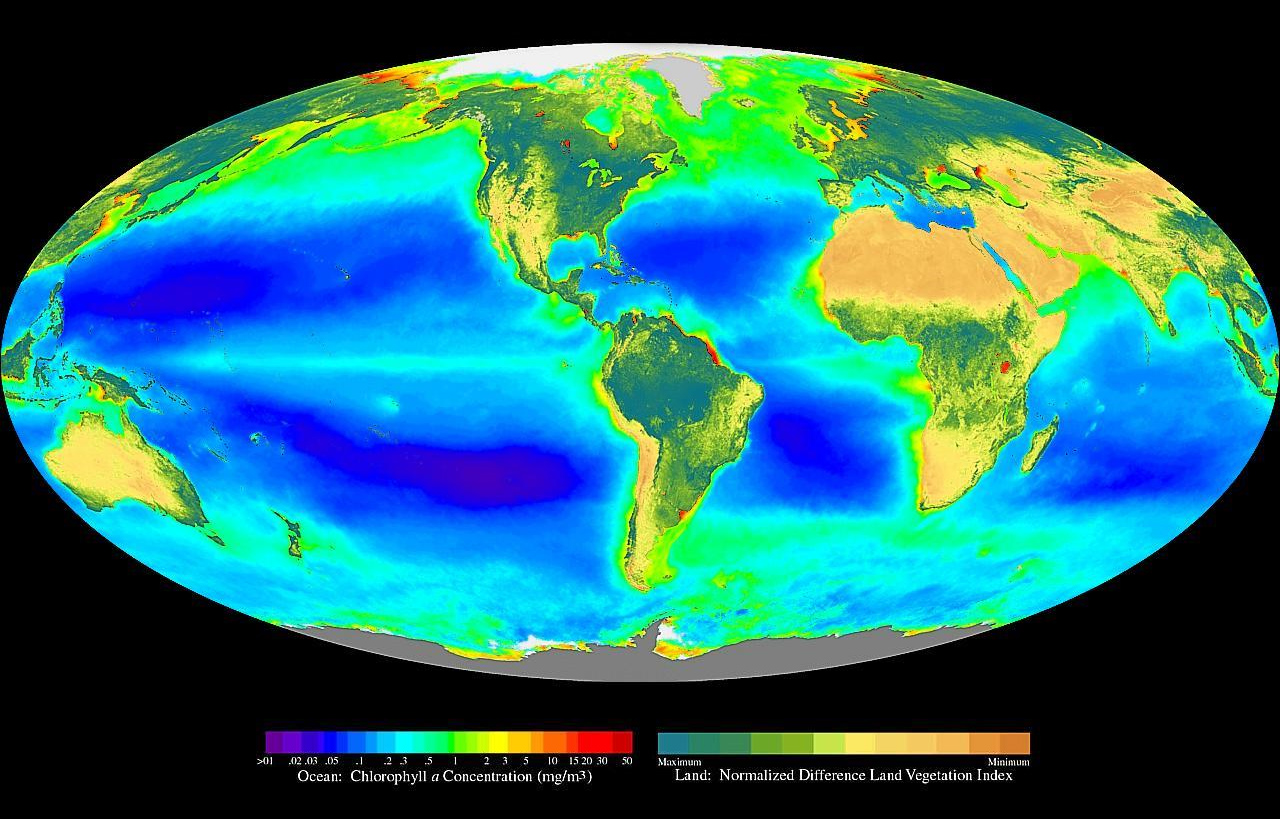
Продукція біомаси фотоавтотрофами материків та океанів. SeaWiFS Project, NASA/Goddard Space Flight Center and ORBIMAGE

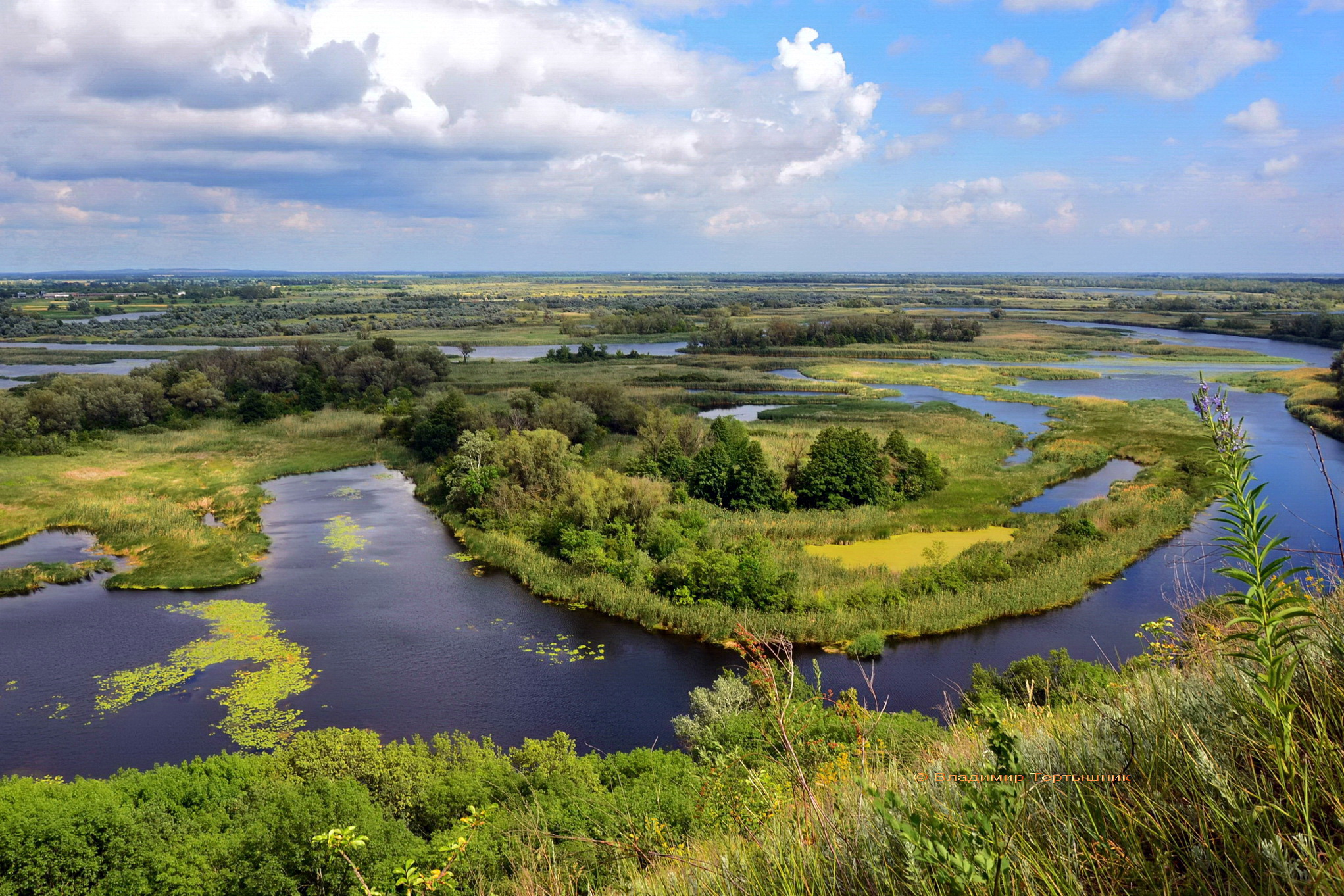
Біосфера

Біосфе́ра (від дав.-гр. βιος — життя та σφαῖρα — куля) — природна верхня частина географічної оболонки, що являє собою всеосяжну планетарну екосистему (населену живими організмами). Маса біосфери — близько 0,05 % маси Землі. Біосфера включає в себе частину атмосфери, гідросфери та верхні шари літосфери, де можуть існувати живі організми. Верхня межа біосфери сягає приблизно 20–25 км у висоту, а нижня — до 5 км у глибину Землі, наприклад, у тріщинах гірських порід.
Біосфера, також відома як екосфера (від грец. οἶκος oîkos «довкілля» і σφαῖρα), є всесвітньою сукупністю всіх екосистем. Її також можна назвати смугою життя на Землі. Біосфера (яка зовнішньо є кулястою оболонкою) являє майже закриту систему щодо матерії, з найменшими входами та виходами.  Що стосується енергії, то це відкрите утворення, в якому фотосинтез вловлює сонячну енергію на рівні близько 100 терават. Згідно з найзагальнішим біофізіологічним визначенням, біосфера — це всеохопна екологічна система, яка поєднує всіх живих істот, зв'язки між ними, зокрема й їхню взаємодію, зі складовими літосфери, кріосфери, гідросфери та атмосфери.
Біосфери на інших планетах, окрім Землі, невідомі. Вважається, що бактеріальні біосфери або подібні до них, можуть існувати на Марсі, Венері, Європі, й імовірно інших малих планетах та їхніх супутниках.

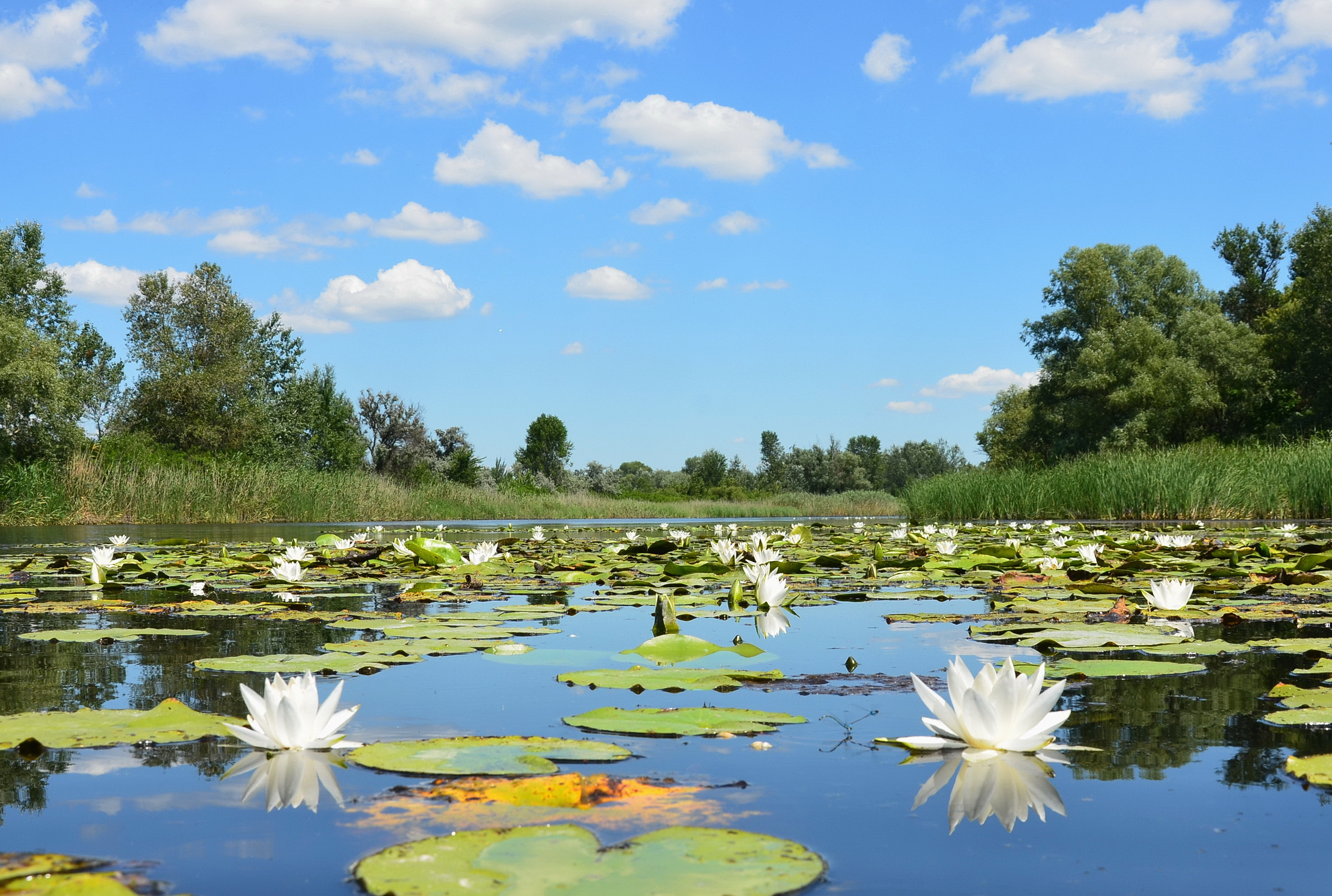
Біосфера р. Оріль в Україні

Загальні біологічні явища в межах біосфери, вивчає наука біологічного циклу — біосферологія (розділ екології). Крім того, біосферу як частину географічної оболонки Землі, вивчає землезнавство — розділ загальної географії.

## Історія
Перші уявлення про біосферу як «область життя» та зовнішню оболонку Землі належать Ж.-Б. Ламарку. Термін «біосфера» вперше застосував австрійський геолог Е.Зюсс (1875), називаючи ним окрему оболонку Землі, наповнену життям. Докладне вчення про біосферу, розробив В. І. Вернадський. У його наукових працях термін «біосфера» вперше з'явився 1911 року. 1926 року, він видав книгу «Біосфера», в якій виклав вчення про біосферу як особливу частину Землі, що охоплює сферу поширення живої речовини.
Олександр Гумбольдт в 1845 р. власній основоположній праці «Космос» одноразово використав визначення «життєсфера» (див.). Зауважимо також, що впритул до поняття «біосфера» підійшов французький географ Е. Реклю (Elise Reclus). Одна з основних його робіт — 12-томна «Земля. Опис життя земної кулі» (1868—1872 рр.). В томі Х цієї роботи, який називається «Життя на Землі», зустрічаємо такі слова: «Вся сукупність живих істот на поверхні планети утворює, так би мовити, тонку оболонку або покрив; … ми повинні визнати, що життя на Землі єдине. Як би далеко рослини, тварини і люди не розходилися один від одного, як би вони не розрізнялися зовнішнім виглядом і будовою, проте всі вони, перш за все, діти Землі. Їх створив один і той же ґрунт, вони дихають одним і тим самим повітрям; … царства рослин і тварин не стоять одне від одного окремо, а перебувають у тісній взаємній залежності, утворюючи єдиний загальний світ органічних істот, який є прямим продовженням неорганічного світу».

## Біос

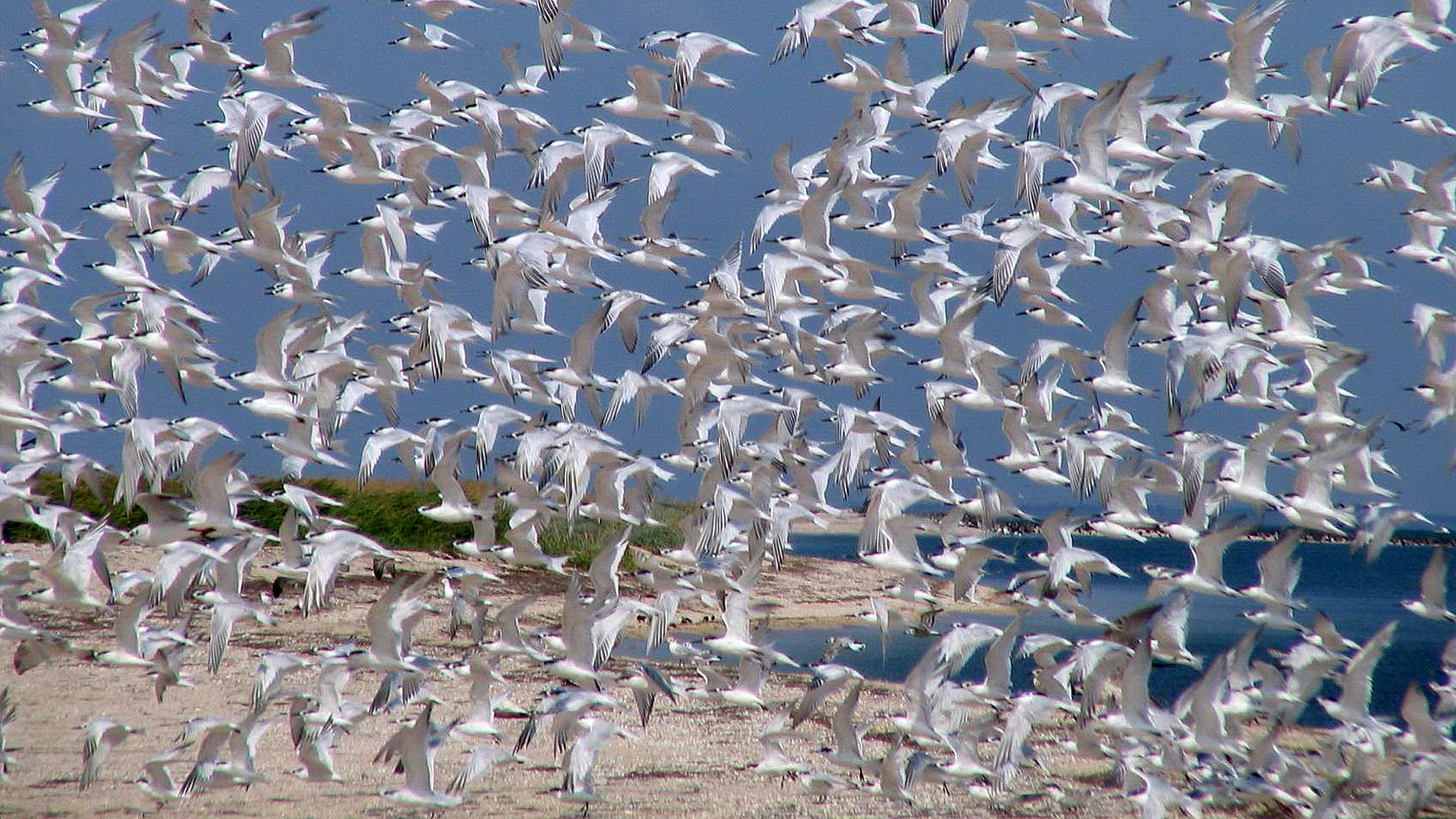
Птахи — складова частина аеробіосу

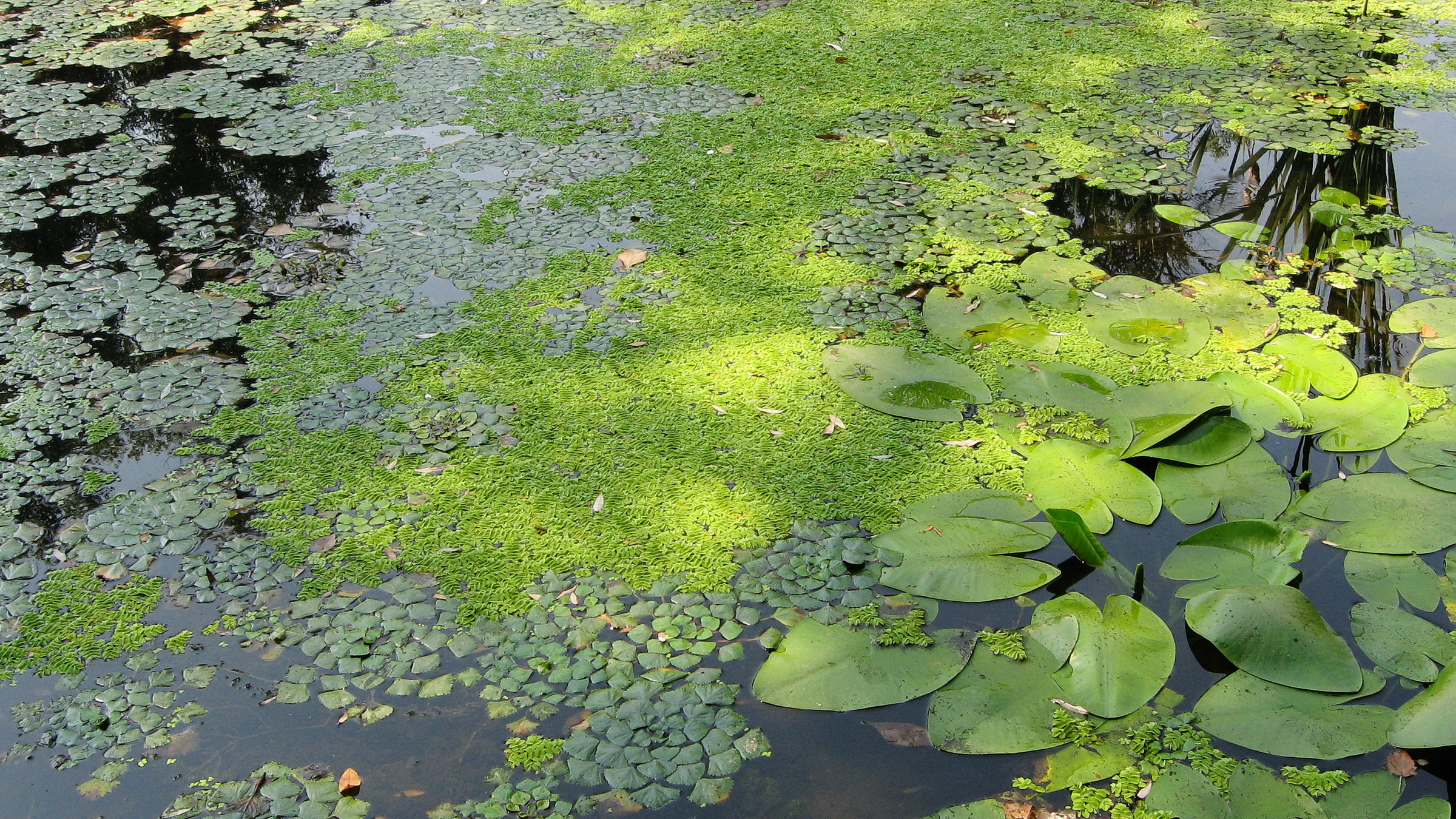
Водні рослини — складова частина гідробіосу

Біос (від дав.-гр. βιος — життя) — сукупність всіх організмів (біонтів), що населяють Землю.
Поширення біосу Землі визначається межами біосфери як частини географічної оболонки, у межах якої поширені живі організми.
Біос у планетарному вимірі, є основою утворення великих наземних та водних спільнот організмів — біомів.
Біос за середовищем існування, поділяють на дві основні групи:
- аеробіос — сукупність організмів Землі, що населяють сушу (повітряно-наземне середовище) — сукупність аеробіонтів.
- гідробіос — сукупність організмів, що населяють водойми Землі (водне середовище) — сукупність гідробіонтів.

## Структура біосфери

### Загальна характеристика структурної організації матерії біосфери
Біосфера охоплює нижні шари атмосфери до висоти близько 11 км, всю гідросферу і верхній шар літосфери до глибини 3–11 км на суші й 0,5–1,0 км під дном океану. Товщина біосфери на полюсах Землі близько 10 км, на екваторі — приблизно 28 км.
Атмосфера Землі — найлегша оболонка Землі, що межує з космічним простором; через атмосферу здійснюється обмін речовини й енергії з космосом. Переважні елементи хімічного складу атмосфери: азот — N2 (78 %), кисень — O2 (21 %), аргон — Ar (1 %), вуглекислий газ — CO2 (0,03 %).
Гідросфера — водна оболонка Землі. Унаслідок високої рухливості вода проникає повсюдно в різні природні утворення, навіть найчистіші атмосферні води містять від 10 до 50 мг/л розчинних речовин. Переважні елементи хімічного складу гідросфери, окрім власне води: йони натрію — Na+, магнію — Mg2+, кальцію Ca2+, хлору — Cl−, Сульфур (сірка) — S, Карбон (вуглець) — C. Найважливіша роль в житті живих організмів належить таким елементам, як Нітроген (азот) — N, Фосфор — P, Калій — K, Магній — Mg і Сульфур — S, що засвоюються ними. Головною особливістю океанічної води є те, що основні іони відзначаються постійним співвідношенням у всьому обсязі світового океану.
Літосфера — зовнішня тверда оболонка Землі, що складається з осадових, магматичних і метаморфічних порід. Поверхневий шар літосфери, у якому відбувається взаємодія живої матерії з мінеральною (неорганічною), являє собою ґрунт. Залишки організмів після розкладання переходять у гумус (органічну речовину ґрунту). Складовими частинами ґрунту слугують мінерали, органічні речовини, живі організми, вода, повітря. Педосфера — ґрунтова оболонка планети. Переважні елементи хімічного складу літосфери: Оксиген (кисень) — O, Силіцій (кремній) — Si, Алюміній — Al, Ферум (залізо) — Fe, Кальцій — Ca, Магній — Mg, Натрій — Na, Калій — K.
Перші три рівні (атомний, молекулярний і полімерний) стосуються хімічних (речовинних) рівнів структурної організації матерії.

## Рівні організації живої матерії
- Молекулярно-генетичний рівень. Елементарна одиниця цього рівня — ген — частина молекули ДНК, де записана інформація про первинну структуру однієї білкової молекули. Елементарне явище полягає в процесі редуплікації ДНК. Життєвий субстрат для всіх живих організмів — приблизно 20 різних амінокислот і 5 відмінних азотистих основ, що входять до складу нуклеїнових кислот. Енергія запасається у молекулах АТФ.
- Клітинний рівень. Клітина — елементарна одиниця цього рівня. Елементарне явище виявляється в реакціях клітинного метаболізму, що складають основу потоків речовин, енергії, інформації. Завдяки діяльності клітини речовини, що надходять ззовні, перетворюються на субстрати та енергію, які використовуються під час біосинтезу білків та інших сполук, потрібних організму.
- Організмовий рівень. Рівень організму (організмовий). Елементарна одиниця цього рівня — особина в її розвитку протягом онтогенезу. Закономірні зміни організму в індивідуальному розвитку складають елементарне явище даного рівня. Ці зміни забезпечують ріст організму, диференціацію його частин і одночасно поєднання розвитку в єдине ціле. Впродовж онтогенезу в певних умовах зовнішнього середовища, відбувається втілення спадкової інформації.
- Популяційно-видовий рівень. Популяція — елементарна одиниця цього рівня. Популяція — це сукупність особин одного виду, що заселяють один ареал протягом тривалого часу і відносно відокремлені від інших популяцій цього ж виду. Об'єднання особин у популяцію, відбувається завдяки спільності генофонду, що використовується під час статевого розмноження для створення генотипів особин наступних поколінь.
- Екосистемний рівень. Елементарна одиниця цього рівня — екосистема (сукупність популяцій різних видів, які заселяють територію з визначеними абіотичними показниками і зв'язані між собою та навколишнім середовищем обміном речовин, енергії та інформації). Екосистеми об'єднані на планеті в єдиний комплекс — біосферу.

## Взаємодія з іншими оболонками
Діяльність живих організмів позначається на всіх оболонках Землі:
- Атмосфера. Вплив живої речовини пов'язаний з фотосинтезом та хімічними реакціями організмів[5]. Рослини поглинають вуглекислий газ і виділяють кисень. Тварини лише насичують атмосферу вуглекислим газом, поглинаючи кисень для потреб метаболізму. У такий спосіб організми регулюють та впливають на вміст цих газів у атмосфері.
- Гідросфера. Організми забирають з води морів і океанів необхідні речовини (особливо кальцій) на побудову своїх кістяків, панцирів, черепашок, мушель.
- Літосфера. З решток організмів утворюються осадові гірські породи органічного походження (вапняки, торф, кам'яне вугілля), а також деякі форми поверхні (коралові споруди). З іншого боку, організми руйнують гірські породи (органічне вивітрювання).

## Рівні організації біосфери
- Моноцен
- Демоцен
- Плеоцен
- Біогеоценоз
- Біосфера

## Основні положення вчення В.І.Вернадського про біосферу
1. Цілісність біосфери визначається самоузгодженістю всіх процесів в біосфері, обмежених фізичними константами, рівнем радіації та ін.
2. Земні закони руху атомів, перетворення енергії є відображенням гармонії космосу, забезпечуючи злагодженість і організованість біосфери. Сонце, як основне джерело енергії біосфери, керує життєвими процесами на Землі.
3. Жива речовина біосфери з найдавніших геологічних часів, діяльно перетворює сонячну енергію в енергію хімічних зв'язків складних органічних речовин. Водночас, сутність живого постійна, змінюються лише форми існування живої речовини. Сама жива речовина не є випадковим створенням, а є підсумком перетворення сонячної світлової енергії в дійсну енергію Землі.
4. Чим дрібніше організми, тим з більшою швидкістю вони розмножуються. Швидкість розмноження залежить від щільності живої речовини. Розтікання життя — наслідок прояву її геохімічної енергії.
5. Автотрофні організми отримують всі необхідні для життя речовини з навколишньої косної матерії. Для життя гетеротрофів потрібні готові органічні сполуки. Поширення фотосинтезуючих організмів (автотрофів) обмежується можливістю проникнення сонячної енергії.
6. Діяльне перетворення живою речовиною космічної енергії, супроводжується прагненням до якнайбільшого поширення, прагненням до заповнення всього можливого простору. Це явище В. І. Вернадський назвав «тиском життя».
7. Формами утримання хімічних елементів є гірські породи, мінерали, магма, розсіяні елементи і жива речовина. У земній корі відбуваються постійні перетворення речовин, кругообіг, рух атомів і молекул.
8. Поширення життя на нашій планеті визначається полем стійкості зелених рослин. Найбільш можливе поле життя, обмежується крайніми межами виживання організмів, та залежить від стійкості хімічних сполук які становлять живу речовину, до певних умов середовища.
9. Кількість живої речовини в біосфері постійна і відповідає рівню газів в атмосфері, перш за все кисню.
10. Будь-яка система досягає стійкої рівноваги, коли вільна енергія системи наближається до нуля.

## Деградація біосфери
На відміну від людини, тваринний і рослинний світ не може піти у муровані сховища сам. У разі незворотного пошкодження біологічних систем на Землі і особливо середовища проживання, люди вже ніколи не зможуть повернутися на доісторичний рівень існування. (Якщо, звичайно, вони не скористаються біологічними надтехнологіями.) Звичайні мисливство та землеробство стануть неможливими — залишиться тільки вирощування всіх необхідних продуктів в непроникних парниках. І якщо вимерлих тварин можна відновити, просто випустивши «кожної тварі по парі», то так само просто відновити ґрунт і повітря не вийде. І хоча кисню, накопиченого в атмосфері, вистачить ще на тисячоліття спалювання палива, то утилізувати вуглекислий газ у разі знищення біосфери, буде нікому, що посилить можливість незворотного глобального потепління.
Зі сказаного можна зробити висновок, що чим дужче пошкоджене середовище проживання, тим вище найменший технологічний рівень, на якому здатне виживати людство.

### Історія занепаду біосфери
Упродовж багатьох років багатства надр, ресурси біосфери споживались і витрачались у якнайбільш можливих обсягах. Людство вступило у XX століття під гаслом: природа не храм, а майстерня. Такий підхід не міг не завершитися всеосяжною руйнацією природного середовища земної кулі. Найчіткіше вона почала проступати як явище, що охопило всю планету, з початку 1970-х років. Розвиток руйнівних процесів на планеті, передрікали давно (І століття до н. е. — Цицерон, X ст. — Ібн Сіна (Авіценна)). Особливо численними стали застереження про занепад природи планети, у другій половині XX століття, коли окремі обмежені екологічні лиха, почали переростати у всеохопну екологічну кризу. Понад чверть століття тому, 1972 року, Римський клуб оприлюднив тривожне передбачення розвитку людської цивілізації «Межі зростання», виконане групою фахівців під керівництвом Д. Медоуза, який передрікав небезпечну руйнацію природного середовища.

#### Вплив людини на біосферу
Попередження поганого впливу діяльності людини на природу, на противагу концепції ліквідації її наслідків, прогнозування або стеження за розвитком довкілля, стикається на своєму шляху з численними труднощами, пов'язаними передусім із тим, що, по-перше, не всі наслідки діяльності людини можуть бути передбачені, а по-друге, часові межі виявлення таких наслідків нерідко суттєво відрізняються. Наприклад, становище з довкіллям, що склалося внаслідок аварії на ЧАЕС, передбачалося через вісім-десять років, а все відбулося значно раніше — за три-п'ять років (ідеться про загрозливий вплив радіаційного випромінювання на організм людини, рослин і тварин).

Водночас, вже 2023 року рівненські витримані тверді сири, почали продаватися в Данії (де надзвичайні вимоги до якості продуктів і велика конкуренція), хоча Житомирська і Рівненська області вважалися найбільш забрудненими радіоактивними речовинами, в Україні. До того-ж 2016 року, у зоні відчуження Чорнобильської АЕС, було створено найбільшу на теренах України, природоохоронну одиницю — Чорнобильський радіаційно-екологічний біосферний заповідник, де вже станом на 2021 рік, за словами завідувача наукового відділу заповідника Дениса Вишневського:
«Відновились дикі тварини, які мешкали тут 100—200 років тому, весь цей набір: хижаки, великі і малі, вовки, рисі, борсук, лисиці, копитні, ведмеді».
Отож, постійне дослідження навколишнього середовища, хоча й має похвальне значення в господарській та науковій діяльності, проте його методи ще не є досконалими. Тож покладатися лише на них не можна. На жаль, нічим не стримуваний занепад природи, продовжує загрожувати не лише добробуту людей, а й загалом існуванню життя на планеті.
Внаслідок діяльності людини, забрудненість біосфери канцерогенами набагато збільшилась, а в промислових районах у сотні та тисячі разів перевищує їхній природний притаманний рівень. Отже, забруднення навколишнього середовища є підсумком антропогенної діяльності людини і перебуває в прямій залежності від розвитку певних галузей промисловості та сільського господарства.